# Tapirus rondoniensis
Tapirus rondoniensis es una especie de mamífero perisodáctilo extinto de la familia de los tapíridos y del género Tapirus que vivió en el Pleistoceno de América del Sur.

## Características
Esta especie fue descrita originalmente por Elizete Celestino Holanda, Ana Maria Ribeiro, y Jorge Ferigolo, en el año 2011, empleando como base materiales del Pleistoceno superior de la «formación río Madeira», en Araras, municipio Nova Mamoré, estado de Rondonia, Brasil.
El ejemplar tipo de Tapirus rondoniensis es un cráneo casi completo con una combinación única de caracteres que difieren de las de especies actuales y fósiles de Tapirus descritos en Sudamérica.
Se diagnostica principalmente por sus amplios frontales que soportan una neumatización que se extiende a la sutura frontoparietal, una cresta sagital alta, y un P2 débilmente molarizado. T. rondoniensis es similar en algunos aspectos a T. terrestris, pero conserva primitivos algunos estados de caracteres dental y craneal en común con T. pinchaque, como frontales anchos y un P2 débilmente molarizado.
Un amplio estudio de todos los materiales colectados en los yacimientos fosilíferos de América del Sur referidos al género Tapirus llegó a la conclusión de que esta es una especie válida.
Sobre la base de análisis morfométricos de sus dientes se llega a la conclusión de que Tapirus rondoniensis es significativamente menor que los grandes tapires fósiles o vivientes, tales como Tapirus indicus, Tapirus oliverasi, Tapirus tarijensis, y Tapirus haysii; y que era de similar en tamaño que Tapirus terrestris y Tapirus mesopotamicus.
Sobre la base de análisis cladístico-morfológicos se indicó que T. rondoniensis es la especie más próxima a la viviente T. kabomani, de la que difiere por poseer 3 autapomorfías.

## Hábitat y alimentación
Este taxón, como cualquier integrante del género Tapirus, se asocia a climas cálidos, y ambientes de pluviselvas, sabanas o bosques húmedos de tipo tropical o subtropical cercanos a ríos; con dieta herbívora hojas, frutos, etc. los que logra asir gracia a la presencia de una probóscide en su hocico.